# Attentat de Kayseri
L'attentat de Kayseri est un attentat terroriste au véhicule piégé qui a eu lieu le 17 décembre 2016 à Kayseri, en Turquie.

## Contexte
Depuis plusieurs mois, la Turquie est la cible d'une vague d'attentats meurtriers perpétrés tantôt par le Parti des travailleurs du Kurdistan (PKK) ou son dissident les Faucons de la liberté du Kurdistan (TAK), dans le cadre du conflit kurde en Turquie, et tantôt par l'État islamique car elle fait partie de la coalition internationale en Irak et en Syrie.
Cet attentat survient une semaine après l'attentat d'Istanbul du 10 décembre 2016.

## Explosion
À environ 8 h 45 (UTC+03:00), un terroriste à bord d'un véhicule piégé s'active à proximité d'un bus transportant des militaires en repos. L'explosion a eu lieu à 500 mètres de l'Université de Kayseri, une ville industrielle du centre de la Turquie.

## Bilan
Au moins quatorze soldats sont morts et cinquante-six autres sont blessés, dont quatre dans un état grave. Le terroriste est également mort dans l'explosion.

## Revendication
L'attentat n'est pas revendiqué immédiatement, mais le gouvernement turc accuse le Parti des travailleurs du Kurdistan de l'avoir organisé. Le 20 décembre, le groupe des Faucons de la liberté du Kurdistan (TAK)  publie un communiqué où il revendique l'attentat.

## Enquête
Selon les autorités turques, le terroriste serait un membre du PKK, portant le nom de code « Botan » ou celui de « Çektar ». Le véhicule utilisé, de couleur blanche et muni d'une fausse plaque d'immatriculation, aurait été volé à Şanlıurfa et serait arrivé à Kayseri quelques heures avant l'attaque.  Quinze personnes ont été placées en garde à vue pour des liens supposés avec cet attentat. Le kamikaze présumé est Kasim Yıldırımçakar d'Özalp, dont les proches pensaient qu'il était mort depuis deux ans.

## Répercussions
Plusieurs bureaux du Parti démocratique des peuples (HDP), mouvement politique pro-kurde de gauche, ont été attaqués en marge de protestations menées par des ultranationalistes turcs. Des bureaux du Parti républicain du peuple (CHP) et du Parti du travail (EMEP) sont aussi saccagés. Plus généralement, toutes les personnes ou groupements jugés proches de la cause kurde sont ainsi directement ciblés par un appel à la vengeance des ultranationalistes.
Le gouvernement turc, comme après chaque attentat, a décidé d'interdire la diffusion de toute information relative à l'attaque dans les médias à travers une décision du RTÜK.